# Slow Motion (中森明菜歌曲)

中森明菜（摄于1985年）

Slow Motion（日语：スローモーション），是日本歌手中森明菜的第一首单曲。本曲作为其出道曲，于1982年5月1日由华纳·先锋（今日本華納音樂）发行。
该曲是一首“少女风”的偶像歌谣曲，由擅长抒情歌曲的来生悦子、来生孝夫姐弟作词作曲。该曲实体唱片销量为17.4万张，Oricon公信榜周榜最高排名为第30位。尽管本曲销量在中森明菜的音乐生涯内并不亮眼，但本曲仍在其后数十年间成为中森明菜的代表曲目之一，并有德永英明、釘宮理惠等十余名歌手发行了本曲的翻唱版本。

## 发行背景
《Slow Motion》是1982年7月1日发售的錄音室專輯《Prologue〈序幕〉》的先行单曲。该曲于1982年5月1日以单曲唱片形式发售（规格产品编号：L-1600）。单曲唱片的歌词本中登载了本曲的乐谱，初回盘内同时附有调查问卷。
本曲是中森明菜的出道单曲，由来生悦子、来生孝夫姐弟作词作曲，船山基纪编曲，制作人则由小田洋雄担任。本作品的录音在洛杉矶进行，这也是中森明菜生涯的第一次歌曲录音。在出道曲候选期间，本曲与《银河传说》《T-shirts·Sunset》《你的肖像画》同时作为候选曲目。中森明菜亲自带着录有这些歌曲的磁带，去各地的华纳唱片营业点征询意见，并以“也想听听年轻人的意见”为由前往母校清濑市立清濑中学对学生进行了问卷调查。在学校问卷调查中，《T-shirts·Sunset》最受欢迎、《Slow Motion》则位列其次。而明菜本人则更喜欢《银河传说》。但最终，华纳·先锋公司日本音乐部总负责人寺林晁提出“想让明菜用打破常规印象的姿态出道”，使《Slow Motion》最终被定为出道曲。

## 发行历史
本曲原版同时收录于其后发行的《Prologue〈序幕〉》、《Seventeen》、《BEST AKINA 回忆录》、《BEST》四张专辑中。B面曲《条件反射》则收录于《Prologue〈序幕〉》中。
1985年5月1日发售的长篇音樂錄影帶《初次见面　中森明菜》中，收录了本曲在洛杉矶初次录音时的影像。
本曲于1988年7月25日以8cmCD形式再版，1988年12月21日以卡式录音带再版，1998年11月26日以12cmCD再版。2008年11月12日开放數位音樂下載。其后于2014年6月18日第二次以12cmCD形式再版。2022年5月1日，为纪念中森明菜出道40周年，该曲以7英寸LP形式再版。
此外，1995年12月发行的精選輯《true album akina 95 best》、1989年11月17日发行的现场专辑《AKINA EAST LIVE INDEX-XXIII》、1991年11月28日发行的现场专辑《Listen to Me》、2002年12月发行的精選輯《中森明菜～歌姬二十年》、2010年彈珠機搭载曲集《CR中森明菜·歌姬传说～如果是第二次恋爱～》五张专辑中亦发行了本曲的重录版本。

## 歌曲评价
中森明菜凭借本曲获第1回大都会歌謡祭新人奖、第15回全日本有線放送大獎（上半期）新人奖、第10回KBC新人歌謡音乐祭優秀新人奖、第7回FM東京听众大奖赛最高奖等四项奖项。
1982年9月23日，中森明菜在次作《少女A》于TBS系音樂節目《The Best Ten》出演时，表示“比起《少女A》，还是更喜欢《Slow Motion》”。中森明菜本人在1982年发行的专辑《Seventeen》中提到，“今后，我应该还会唱许多歌曲。但这首歌，我会铭记一生。”
音乐杂志《CD Journal》指出，《Slow Motion》理所当然地渗透了那个时代的样子，也许是因为该曲有着令人意外的、天真无邪的歌声，用现在的音乐审美来看亦仍不过时。歌手小泉今日子表示，在中森明菜的歌曲中，她最喜欢的是《Slow Motion》，并指她经常在卡拉OK中演唱这首歌曲。
松泽正博认为，“这首歌词中提到的‘男人’，不是现实中胡子拉碴、满身大汗、呼吸粗重的‘男人’，而是少女心中的自我意象。沿着海滩奔跑而来的也不是现实的‘男人’，而是点缀了少女们理想自我的‘甜蜜的恋爱预感’。”戒能允指出，中森明菜的“少女感”歌曲与市面上那些千篇一律的偶像歌曲的“少女感”不同，中森明菜的歌曲有一种独特的紧迫感。歌曲中表现出的感情关系如同玻璃般脆弱，稍不注意便会支离破碎，而其中的思念之情却又是那样坚定。

## 商业成绩
《Slow Motion》于1982年5月10日Oricon周单曲排行榜初登场获第58名。之后在1982年7月26日、1982年8月2日创造了最高排名30名（两周连续）的记录。该曲在Oricon周单曲排行榜总计上榜39周。

## 曲目
| 曲序     | 曲目        |          | 作曲       | 时长 |
| -------- | ----------- | -------- | ---------- | ---- |
| 1.       | Slow Motion | 来生悦子 | 来生孝夫   | 4:07 |
| 2.       | 条件反射    | 中里綴   | 三室のぼる | 4:03 |
| 总时长： | 总时长：    | 总时长： | 总时长：   | 8:10 |

## 翻唱
| 演出者             | 收錄專輯                              | 發行日期      | 來源          |
| ------------------ | ------------------------------------- | ------------- | ------------- |
| 来生孝夫           | Visitor                               | 1983年12月    | [ 26 ]        |
| 鈴木トオル         | 《Slow Motion》（作为翻唱单曲发行）   | 1993年        | [ 27 ] [ 28 ] |
| 河村隆一           | evergreen 〜あなたの忘れ物〜          | 2006年        | [ 29 ]        |
| 折原美香           | おりりん☆トランス 〜ハートフルvoice〜 | 2007年        | [ 30 ]        |
| 白雪霙（釘宮理惠） | 《十字架與吸血鬼》                    | 2008年        | [ 31 ]        |
| Acid Black Cherry  | Recreation                            | 2008年        | [ 32 ]        |
| Donna Fiore        | fiore                                 | 2008年        | [ 33 ]        |
| 高月彩良           | Sweet Hits☆                           | 2009年        | [ 34 ]        |
| 鹤野刚士           | つるのうた2                           | 2012年        |               |
| 中田裕二           | SONG COMPOSITE                        | 2014年6月18日 | [ 35 ] [ 36 ] |
| 德永英明           | VOCALIST 6                            | 2015年        | [ 37 ]        |
| 真心兄弟           | PACK TO THE FUTURE                    | 2015年        | [ 38 ]        |
| 矢川葵             | See the Light                         | 2022年        | [ 39 ]        |